# تامپسون (آیووا)
تامپسون (به انگلیسی: Thompson) شهری در ایالت آیووا کشور ایالات متحده آمریکا است.
جمعیت آن در سرشماری سال ۲۰۱۰ میلادی، ۵۰۲ نفر بوده‌است.

جستارهای وابسته
- فهرست شهرهای آیووا